# Josef Mayer (Politiker, 1877)
Josef Mayer (* 9. April 1877 in Eger, Böhmen; † 3. Mai 1938 ebenda) war ein deutschböhmischer Politiker in  Österreich-Ungarn, Deutschösterreich und der Tschechoslowakei (Deutsche Agrarpartei, ab 1920 Bund der Landwirte) sowie landwirtschaftlicher Genossenschaftsfunktionär.

## Leben
Nach dem Besuch der Volksschule und des Untergymnasiums in seiner westböhmischen Geburtsstadt Eger absolvierte er die Münchner Brauerakademie und übernahm 1905 die Brauerei seines Vaters. Daneben wurde er Reserveoffizier (1900 Leutnant), im Ersten Weltkrieg stieg er zum Rittmeister auf. Am Rumänischen Kriegsschauplatz gehörte er 1916–18 dem Wirtschaftsstab für den Aufbau der Landwirtschaft in Rumänien an.
Seine politische Karriere begann Mayer als Ausschussmitglied der deutschen Sektion des Landeskulturrates für Böhmen und Abgeordneter zum Böhmischen Landtag. Bei einer Ersatzwahl nach dem Tod von Leopold Philipp Kolowrat-Krakowsky wurde er 1910 für den Rest der XI. Legislaturperiode als Abgeordneter des Wahlbezirks Böhmen 121, Landgemeinden (Plan, Tachau, Pfraumberg) in den Reichsrat gewählt. Im Jahr darauf wurde er für die XII. Legislaturperiode wiedergewählt; die Mandatsdauer der Abgeordneten wurde im Ersten Weltkrieg bis 31. Dezember 1918 verlängert. Er gehörte der Gruppe der Deutschen Agrarpartei im Deutschen Nationalverband an, nach dessen Auflösung 1917 war er Klubobmann-Stellvertreter der Agrarpartei.
Als die deutschen Reichsratsabgeordneten Altösterreichs am 21. Oktober 1918 die Provisorische Nationalversammlung für Deutschösterreich bildeten, war Mayer bis zur letzten Sitzung dieses Parlaments am 16. Februar 1919 Mitglied. Er fungierte, vom Vollzugsausschuss (später Staatsrat) des Parlaments berufen, vom 30. Oktober 1918 bis zum 15. März 1919 in der Staatsregierung Renner I als Staatssekretär für Heereswesen und somit als erster Verteidigungsminister des republikanischen Österreich.
Der Anspruch Deutschösterreichs, die deutschen Siedlungsgebiete in Mähren und Böhmen zum Bestandteil seines Staates zu machen, ließ sich gegen die Tschechoslowakei nicht durchsetzen. Mayers Heimat konnte sich daher an der Wahl zur Konstituierenden Nationalversammlung am 16. Februar 1919 nicht beteiligen. Mayer kehrte daraufhin in die böhmische Politik zurück und saß von 1920 bis 1926 für den Bund der Landwirte im tschechoslowakischen Abgeordnetenhaus in Prag. 1927 aus dem „aktivistischen“ BdL ausgeschlossen, gründete er 1928 den Sudetendeutschen Landbund und kooperierte mit der „negativistischen“ Deutschen Nationalpartei und der Deutschen Nationalsozialistischen Arbeiterpartei (DNSAP).
Daneben engagierte sich Mayer im landwirtschaftlichen Genossenschaftswesen. So war er 1917–1938 Obmann des Aufsichtsrats des Zentralverbands der deutschen landwirtschaftlichen Genossenschaften Böhmens; 1920–1938 Präsident des Bundes der deutschen landwirtschaftlichen Genossenschaftsverbände in Prag; 1925 Mitgründer und bis 1928 Präsident der Geschäftsstelle der deutschen Land- und Forstwirtschaft in Prag; sowie 1925–1938 Präsident des Deutschen Meliorationsverbands für Böhmen.
Der 1933 gegründeten Sudetendeutschen Partei gehörte Mayer als Mitglied des Obersten Bauernrates an.